# Rod (pierwiastek)
Rod (Rh, łac. rhodium, od gr. rhodon – róża) – pierwiastek chemiczny z grupy metali przejściowych w układzie okresowym (triada platynowców lekkich), metal szlachetny.
Pierwiastek ten został odkryty w 1803 r. w południowoamerykańskiej rudzie platyny przez Williama Hyde’a Wollastona w Wielkiej Brytanii. Nazwę zapożyczył on od greckiego słowa rhodon (róża), gdyż roztwory soli rodu mają barwę różową.
W skorupie ziemskiej występuje w śladowych ilościach rzędu 10−4 ppm. Otrzymuje się go z niektórych rud miedzi i niklu, w których występuje ok. 0,1% tego pierwiastka. Rod ma 34 izotopy z przedziału mas 94–112. Trwały jest tylko izotop 103, który stanowi 100% naturalnego składu izotopowego tego pierwiastka.
Kompleksy karbonylkowe, chlorkowe i fluorkowe rodu są stosowane w przemyśle jako katalizatory polimeryzacji polietylenu oraz w metatezie olefin.
Znaczenie biologiczne – żadne. Kompleksy karbonylkowe są toksyczne i prawdopodobnie rakotwórcze.
W postaci czystej jest lśniącym, srebrzystoszarym metalem. Nie reaguje z wodą, powietrzem i kwasami, natomiast ulega reakcji z mocnymi zasadami. Stosowany jest do wyrobu tygli, narzędzi chirurgicznych oraz powłok refleksyjnych w reflektorach, ze względu na wysoką cenę, rzadko jest wykorzystywany w postaci metalicznej. Jego cena w lipcu 2009 roku (w przeliczeniu na gram) wynosiła 46,20 USD, dla porównania platyna kosztowała 37,65 USD, a złoto 30,59 USD (stan na 22.07.2009).